# Ivan Vyskočil
Ivan Vyskočil (27. dubna 1929 Praha – 28. dubna 2023) byl český spisovatel, dramatik, herec, režisér a divadelní pedagog.

## Život
Odmaturoval v roce 1948 na Akademickém gymnáziu v Praze, poté studoval režii a herectví na DAMU (1952). Po ukončení tohoto studia se rozhodl pokračovat ve studiích na Univerzitě Karlově, kde vystudoval psychologii se specializací na mladistvé delikventy a kriminální prevenci a pedagogiku (1957). Během studií (1950–1957) působil v diagnostických ústavech pro mládež, ale došel přesvědčení, že stát nemá zájem mladým „vyvrhelům“ pomoci, ale spíš je udržovat jako odstrašující příklad, vůči němuž se „my dobří“ můžeme pohodlně vymezovat. Kariéru psychologa však nakonec definitivně opustil a věnoval se už jen čistě divadlu a jeho experimentálnímu výzkumu.
Patřil k iniciátorům tzv. malých scén či jinak řečeno divadel malých forem. Z hlediska světové divadelní historie je jeho působení nejvýraznějším českým podílem na tzv. druhé divadelní reformě. Spolu s Jiřím Suchým) je autorem prvních text-appealů (tento pojem vymyslel); ty pak v letech 1957–1958 uváděli v pražské Redutě. Byl inspirátorem a vzorem tvůrců obecně známějších jmen (např. Václav Havel, Petr Lébl, Jaroslav Dušek).
Souběžně s těmito aktivitami byl v letech 1957–1959 učitelem psychologie a pedagogiky na AMU.
Vyskočil spoluzakládal Divadlo Na zábradlí, v letech 1958–1962 zde působil jako režisér činohry, herec, autor a umělecký vedoucí. Roku 1963 pak opět v Redutě založil Nedivadlo. Pod touto značkou vystupoval několik desetiletí s různými partnery. Z nich nejvýznamnějším byl především z počátku herec a spisovatel Pavel Bošek a herec a překladatel Leoš Suchařípa; za normalizace mezi ně postupně patřili loutkoherečka Vlasta Špicnerová (v angažmá v Ústředním loutkovém divadle v Praze), vlastní odchovankyně z LŠU Barbora Hocková, v 80. letech dramaturg Otakar Roubínek. Průběh představení, texty a akce jednotlivých představení se záměrně průběžně vyvíjely na základě reakcí publika.
Po roce 1970 se podílel na recitálech zpěvačky Evy Olmerové. Učil herectví a autorskou tvorbu na takzvané Lidové konzervatoři (dnes Konzervatoř Jaroslava Ježka).
Za normalizace pořádal v Malostranské besedě takzvané Kuchyně Ivana Vyskočila, kde četl různé verze svých textů, aby si ověřil jejich možný smysl a fungování u publika. Do „Kuchyní“ zval jako partnery hudebníky. Vystupovali s ním např. kabaretiér, režisér, dramatik a sběratel šlágrů Přemysl Rut či skladatel a klavírista Martin Smolka.
V roce 1977 se stal jedním z prvních čestných členů ineditního spolku Societas Incognitorum Eruditorum (první učená společnost toho jména existovala v Olomouci 1746–1752). Od května 1976 do prosince 1988 SIE (12–18 přátel, převážně absolventů FFUK a MFFUK) vydávala v 10 exemplářích strojopisný kulturně-politický měsíčník Acta incognitorum. (Dnes v Libri prohibiti J. Gruntoráda.) I. Vyskočil v SIE, stejně jako jeho přítel, spolupracovník a rovněž čestný člen SIE Ota Roubínek, přednášel a v AI též publikoval.
Od roku 1990 učil na DAMU na katedře autorské tvorby a pedagogiky, kterou založil a kam přivedl své spolupracovníky z Lidové konzervatoře. Vedoucím katedry byl po něm Přemysl Rut, pak Michal Čundrle a později Hana Malaníková. Vedle katedry vznikl později i Ústav pro výzkum a studium autorského herectví. Výuku herectví chápal Vyskočil jako vědecký výzkum, k čemuž se svými studenty používal metodu Dialogického jednání. Tuto metodu nepředmětných improvizací doplňoval se spolupracovníky pěstováním psychosomatických disciplín nutných pro veřejné vystupování – šlo o Výchovu k pohybu, Výchovu k hlasu a Výchovu k řeči. Podstatou psychosomatických disciplín není výuka dovedností a technik, nýbrž objevování a rozšiřování vlastních přirozených možností projevu každého studenta.
Byl jedním z mála, kdo se neváhal vyjádřit k tomu, že se po roce 1990 jeho jméno objevilo v seznamech agentů StB, krycí jméno Ivo, evidenční číslo 39 406. Kontaktován estébákem byl (podle svého vyjádření) celkem třikrát, od roku 1985 do jara 1989, buď u kávy v bistru nebo v cukrárně: „Vědomě jsem spolupracovníkem (a natož tajným!) této ani jiné zločinné organizace nebyl, nikdy jsem se nikomu k něčemu takovému nijak – písemně ani ústně – nezavázal, natož abych to dělal. Ten estébák (...) mě jako tajného spolupracovníka prostě vykázal, dostal do oficiálního seznamu.“
Ivan Vyskočil měl dvě dcery a syna. Jeho žena, Eva Vyskočilová (1930–2017), byla psycholožka, asistentka katedry pedagogiky Univerzity Karlovy v Praze. Zabývala se především rozvojovou psychologií a psychologií pedagogiky.
V roce 2009 obdržel ocenění – Medaili Josefa Hlávky. V roce 2005 mu byl udělen čestný akademický titul doctor honoris causa na Janáčkově akademii múzických umění.
Zemřel 28. dubna 2023 ve věku 94 let.

## Dílo
Jeho hry nesledují pevnou linii, nemají dramatický text, ten se mění představení od představení – reaguje na diváky a improvizuje. Ve své tvorbě hodně využíval svých znalostí z psychologie.
Za podstatnější než jednotlivé artefakty své tvorby měl vždy výzkum podstaty tvorby a jejích možností. A stejně tak i objevování, zda a jak lze tvorbě učit. Jednotlivé zapsané texty (ač odborníky ceněné) sám bral jako opuštěné umrtvené pozůstatky na cestě.

### Drama
- 1958 – Kdyby tisíc klarinetů (spolu s Jiřím Suchým)
- 1959 – Faust, Markéta, služka a já (spolu s Jiřím Suchým)
- 1960 – Trochu (spolu s Milošem Macourkem)
- 1960 – Smutné vánoce (spolu s Pavlem Koptou a Milošem Macourkem)
- 1961 – Autostop (spolu s Václavem Havlem)
- 1964 – Poslední den
- 1964 – Blbá hra aneb Křtiny v Hbřbvích (vydáno 1969)
- 1965 – Cesta do Úbic
- 1966 – Meziřeči
- 1970 – Nehraje se
- 1976 – Malý Alenáš
- 1980 – Haprdáns neboli HAmlet PRinc DÁNSký ve zkratce
- 1985 – Cesta do Úbic
- 1987 – Onkel Zbyndas Winterrock

### Próza
- 1963 – Vždyť přece létat je tak snadné (povídková sbírka obsahuje i SF náměty, vyšlo znovu v roce 1964 a 2006)
- 1966 – Kosti (znovu vyšlo v roce 1993)
- 1967 – Malé hry
- 1971 – Ivan Vyskočil a jiné povídky
- 1990 – Malý Alenáš (vyšlo znovu v roce 1997 s ilustracemi Heleny Zmatlíkové a 2005 s ilustracemi Kláry Popelkové)
- 1996 – Nedivadlo Ivana Vyskočila
- 2000 – Vždyť přece létat je o hubu

### Rozhlasové hry
- 1966 – Příhoda
- 1967 – Cesta do Úbic

### Herecká filmografie
- 1965 – Perličky na dně, povídka „Dům radosti“ (úředník)
- 1966 – Autorevue
- 1965 – O slavnosti a hostech (hostitel)
- 1983 – Faunovo velmi pozdní odpoledne (kolega)
- 1984 – Prodavač humoru (Kandrt)
- 1986 – Hry pro mírně pokročilé (prof. Prošek)
- 1987 – Kam, pánové, kam jdete? (starý turista)
- 1987 – Černá punčocha (doc. Vinklárek)
- 1988 – Kamarád do deště (kunsthistorik Syřiště)
- 1989 – První sekunda (Jost Bürgi)
- 1989 – Něžný barbar (štamgast)
- 1989 – Atrakce švédského zájezdu
- 1991 – Nedělejte nic pokud k tomu nemáte vážný důvod (otec)
- 1994 – Akumulátor 1 (dr. Stach)
- 1996 – Král Ubu (Car Nikolaj)
- 2000 – Kytice, balada „Zlatý kolovrat“ (kouzelný dědeček)
- 2003 – Mazaný Filip (dědek ve výtahu)
- 2006 – Hezké chvilky bez záruky (důchodce)
- 2009 – Krajina osudu